# Paden City
Paden City es una ciudad ubicada en los condados de Tyler y Wetzel en el estado estadounidense de Virginia Occidental. En el Censo de 2010 tenía una población de 2633 habitantes y una densidad poblacional de 1.203,09 personas por km².

## Geografía
Paden City se encuentra ubicada en las coordenadas 39°36′11″N 80°56′7″O / 39.60306, -80.93528. Según la Oficina del Censo de los Estados Unidos, Paden City tiene una superficie total de 2.19 km², de la cual 2.19 km² corresponden a tierra firme y (0%) 0 km² es agua.

## Demografía
Según el censo de 2010, había 2633 personas residiendo en Paden City. La densidad de población era de 1.203,09 hab./km². De los 2633 habitantes, Paden City estaba compuesto por el 98.82% blancos, el 0.23% eran afroamericanos, el 0.15% eran amerindios, el 0.11% eran asiáticos, el 0.04% eran isleños del Pacífico, el 0.04% eran de otras razas y el 0.61% pertenecían a dos o más razas. Del total de la población el 0.46% eran hispanos o latinos de cualquier raza.